# École d’ingénieurs de Purpan
Die École d’ingénieurs de Purpan (EI Purpan) ist eine 1919 gegründete Hochschule für Ingenieure. Sie ist eine der Schulen der Université Fédérale Toulouse Midi-Pyrénées.
Die verschiedenen Lehrpläne führen zu den folgenden französischen und europäischen Abschlüssen:
- Ingénieur Purpan (Purpan Diplom-Ingenieur Masterstudiengang)
- Bachelor-Abschluss
- Master-Abschluss

Die 1919 gegründete Hochschule mit Sitz in Toulouse bildet Ingenieure in den Bereichen Landwirtschaft, Agrarindustrie, Biowissenschaften, Marketing und Management aus.

## Geschichte
Sie wurde 1919 von jesuitischen Landwirten und Pädagogen gegründet und ist seit dem 8. März 2011 institutionell mit dem Institut national polytechnique de Toulouse verbunden. Sie ist Mitglied der Conférence des grandes écoles und gehört der Fédération d'écoles supérieures d'ingénieurs et de cadres (FESIC) an. Sie ist auch mit dem Katholischen Institut von Toulouse verbunden.
Der verliehene Titel ist von der Commission des titres d'ingénieur akkreditiert.

## Bekannte Absolventen
- Yannick Jauzion (* 1978), ein ehemaliger französischer Rugby-Union-Spieler, der auf der Position des Innendreiviertels spielte[4]